# الراجمة جهنم
أنظمة الدفاع جوباريا حاملة قاذفة متعددة (Jobaria Defense Systems Launcher Cradle Launcher)، المعروف أيضًا باسم راجمة جهنم ، راجمة صواريخ إماراتية متعددة فريدة من نوعها، صنعت لجيش الإمارات العربية المتحدة. تحتوي على 240 أنبوبًا مما يجعلها أكبر مدفعية صاروخية في العالم من حيث عدد الأنابيب. ويعتقد بأنها بمثابة شكل مشترك من راجمة الصواريخ المتعددة بي إم-21 غراد. تم تطويرها بواسطة مشروع مشترك بين شركة الجابر لاند سيستم وروكتسان.

## سبب التصميم الأساسي
طلب جيش الإمارات العربية المتحدة تركيب بطارية مدفعية صاروخية على مركبة واحدة، بدلاً من أن الجيش يستخدم ست مركبات، على الأرجح من نوعبي إم-21 غراد، مع 30 جنديًا لتشغيلها. نظرًا لقلة عدد الأفراد العسكريين في جيش الإمارات العربية المتحدة، فإن ميزة «حاملة قاذفات متعددة» لها ميزة في استخدام ست مركبات تتطلب فريقًا مكونًا من 30 رجلًا، في حين أن «حاملة قاذفات متعددة» يحتاج فقط إلى فريق من ثلاثة أفراد لتشغيلها وإطلاق نفس العدد نفسه من الصواريخ (240). حيث تحتوي على أربع قاذفات صواريخ متصلة بالمقطورة يحمل كل منها ستين صاروخًا عيار 122 ملم. يقوم النظام بإطلاق صواريخ روكتسان 122 ملم سكاريا (T-122 Sakarya) المزودة برأس حربية شديدة الانفجار يمكن تفجيرها إما باستخدام فتيل تفجير نقطة أو عن طريق الصمامات القريبة. يمكن لمشغل النظام اختيار عدد القرون التي يطلقها. يمكن إطلاق جميع الصواريخ في أقل من دقيقتين، مما يجعل معدل إطلاق النار 2 طلقة في الثانية. 
بعد إطلاق الصواريخ، يمكن للنظام نقله إلى مكان أخر ومواصلة إطلاق الصواريخ إذا لم تكن قد أطلقت حمولتها بالكامل، ويتم إعادة تسليحها بواسطة مركبة دعم في حوالي 30 دقيقة. تحتوي مركبة الدعم على رافعتين يعيدان تحميل جرابين من النظام. 

## المتغيرات
طورت روكتسان أيضًا قاذفة صواريخ، تطلق صواريخًا من عيار 107 ملم و 122 ملمً من نفس المشغل، مما يجعله صاروخًا متعدد المقاييس وقاذفة صواريخ متعددة. 
في فبراير 2017، كشفت الجابر عن نظامها المدفعي الصاروخي الثقيل المسمى (Jobaria TCL) (مع منصتي اطلاق). استنادًا إلى قاذفة صواريخ متعددة المنصات (Multiple Cradle Rocket Launcher)، والذي يقوم بإطلاق صاروخ 300 ملم من قاذفتين بأربعة صواريخ. يمكن للنظام إطلاق الصاروخ الصيني A300 من 120–290 كـم (75–180 ميل) أو إطلاق الصاروخ التركيT-300 Kasirga من 30–120 كـم (19–75 ميل). المقطورة (Jobaria TCL) يبلغ طولها 21 م (69 قدم).

## مشغلين
- الإمارات العربية المتحدة